# Lijst van rijksmonumenten in Bennekom
De plaats Bennekom telt 33 inschrijvingen in het rijksmonumentenregister.
| Object                                                                                       | Oorspronkelijke functie?  | Bouwjaar                                 | Architect                       | Locatie            | Coördinaten?                  | Nr.?   | Afbeelding                                                                                   |
| -------------------------------------------------------------------------------------------- | ------------------------- | ---------------------------------------- | ------------------------------- | ------------------ | ----------------------------- | ------ | -------------------------------------------------------------------------------------------- |
| De Harn                                                                                      | Boerderij                 | 16e eeuw                                 |                                 | Harnsedijkje 2A    | 52° 0' 7" NB, 5° 38' 57" OL   | 14453  | Meer afbeeldingen                                                                            |
| Poortgebouw van het kasteel Harsselo                                                         | Bijgebouwen kastelen enz. | 1388 (slot genoemd)                      |                                 | Harsloweg 3        | 52° 0' 13" NB, 5° 37' 27" OL  | 14454  | Meer afbeeldingen                                                                            |
| Schaapskooi onder met blauwe Hollandse pannen gedekt schilddak                               | Boerderij                 | laatste helft 19e eeuw                   |                                 | Rijnsteeg 19       | 52° 0' 21" NB, 5° 37' 39" OL  | 14466  | Schaapskooi onder met blauwe Hollandse pannen gedekt schilddak                               |
| Huis Boekelo                                                                                 | Woonhuis                  | 17e eeuw                                 |                                 | Achterstraat 2     | 51° 59' 46" NB, 5° 40' 10" OL | 14472  | Meer afbeeldingen                                                                            |
| In een natuurreservaat gelegen eenvoudige, witgepleisterde boerenwoning onder rieten wolfdak | Boerderij                 | 18e eeuw                                 |                                 | Bosbeekweg 23      | 52° 0' 28" NB, 5° 44' 4" OL   | 14473  | In een natuurreservaat gelegen eenvoudige, witgepleisterde boerenwoning onder rieten wolfdak |
| Alexanderkerk                                                                                | Kerk en kerkonderdeel     | 14e eeuw                                 |                                 | Dorpsstraat 45     | 51° 59' 53" NB, 5° 40' 34" OL | 14474  | Meer afbeeldingen                                                                            |
| Terrein waarin twee grafheuvels                                                              | Archeologisch monument    | Neolithicum en/of Bronstijd              |                                 |                    | 52° 0' 30" NB, 5° 42' 41" OL  | 45411  | Upload foto                                                                                  |
| Vier grafheuvels                                                                             | Archeologisch monument    | Neolithicum en/of Bronstijd              |                                 |                    | 52° 0' 36" NB, 5° 43' 60" OL  | 45412  | Meer afbeeldingen                                                                            |
| Twee grafheuvels                                                                             | Archeologisch monument    | Neolithicum en/of Bronstijd              |                                 |                    | 52° 0' 7" NB, 5° 43' 55" OL   | 45413  | Upload foto                                                                                  |
| Terrein waarin een grafheuvel en een urnenveld                                               | Archeologisch monument    | Neolithicum en/of Bronstijd en IJzertijd |                                 |                    | 52° 0' 24" NB, 5° 44' 1" OL   | 45414  | Meer afbeeldingen                                                                            |
| Hoekelum: Landhuis                                                                           | Kasteel, buitenplaats     | laatmiddeleeuws                          |                                 | Edeseweg 124       | 52° 0' 56" NB, 5° 40' 36" OL  | 514038 | Meer afbeeldingen                                                                            |
| Huis Noordereng                                                                              | Kasteel, buitenplaats     | 1849                                     |                                 | Edeseweg 128       | 52° 1' 4" NB, 5° 40' 27" OL   | 514041 | Meer afbeeldingen                                                                            |
| Hoekelum: Tuin en parkaanleg                                                                 | Tuin, park en plantsoen   | 1600-1700                                |                                 | Edeseweg bij 120   | 52° 0' 57" NB, 5° 41' 0" OL   | 514042 | Meer afbeeldingen                                                                            |
| Hoekelum: Theehuis/-koepel                                                                   | Bijgebouwen kastelen enz. | ca. 1860                                 |                                 | Edeseweg 157       | 52° 0' 58" NB, 5° 40' 23" OL  | 514044 | Meer afbeeldingen                                                                            |
| Hoekelum: Koetshuis                                                                          | Bijgebouwen kastelen enz. | Eind 18e eeuw                            |                                 | Edeseweg 126       | 52° 0' 34" NB, 5° 39' 49" OL  | 514045 | Meer afbeeldingen                                                                            |
| Hoekelum: Dienstwoning                                                                       | Bijgebouwen kastelen enz. | ca. 1850                                 |                                 | Edeseweg 120       | 52° 0' 47" NB, 5° 40' 25" OL  | 514046 | Meer afbeeldingen                                                                            |
| Huis Noordereng: Moestuinmuur                                                                | Tuin, park en plantsoen   | ca. 1850                                 |                                 | Edeseweg bij 130   | 52° 1' 1" NB, 5° 40' 32" OL   | 514047 | Meer afbeeldingen                                                                            |
| Hoekelum: Bakhuis                                                                            | Bijgebouwen kastelen enz. | eerste helft 19e eeuw                    |                                 | Edeseweg 122       | 52° 0' 49" NB, 5° 40' 42" OL  | 514048 | Meer afbeeldingen                                                                            |
| Hoekelum: Kinderhuisje/Rotshuisje                                                            | Bijgebouwen kastelen enz. | ca. 1900                                 |                                 | Edeseweg 124       | 52° 0' 56" NB, 5° 40' 38" OL  | 514049 | Meer afbeeldingen                                                                            |
| Huis Noordereng: Koetshuis                                                                   | Bijgebouwen kastelen enz. | ca. 1885                                 |                                 | Edeseweg 122       | 52° 1' 5" NB, 5° 40' 31" OL   | 514050 | Upload foto                                                                                  |
| Hoekelum: Stal                                                                               | Bijgebouwen kastelen enz. | ca. 1875                                 |                                 | Edeseweg 122       | 52° 0' 50" NB, 5° 40' 40" OL  | 514051 | Meer afbeeldingen                                                                            |
| Hoekelum: Boerderij                                                                          | Bijgebouwen kastelen enz. | ca. 1890                                 |                                 | Edeseweg 122       | 52° 0' 50" NB, 5° 40' 42" OL  | 514052 | Meer afbeeldingen                                                                            |
| Hoekelum: Paviljoen                                                                          | Bijgebouwen kastelen enz. | ca. 1860                                 |                                 | Edeseweg 124       | 52° 0' 56" NB, 5° 40' 41" OL  | 514053 | Meer afbeeldingen                                                                            |
| Hoekelum: IJskelder                                                                          | Tuin, park en plantsoen   | 1700-1800                                |                                 | Edeseweg 124       | 52° 0' 56" NB, 5° 40' 45" OL  | 514054 | Meer afbeeldingen                                                                            |
| De Born: Huis                                                                                | Gezondheidszorg           | 1932                                     | P. Vorkink en F. Spanjaard      | Bornweg 12         | 52° 0' 1" NB, 5° 41' 35" OL   | 523482 | Meer afbeeldingen                                                                            |
| De Born: Kruiden- en bloementuin                                                             | Tuin, park en plantsoen   | 1933                                     | J. Bouwens                      | Bornweg 12         | 51° 59' 60" NB, 5° 41' 31" OL | 523483 | Upload foto                                                                                  |
| Oud Vossenhol                                                                                | Woonhuis                  | 1912                                     | B.J. Ouëndag                    | Edeseweg 117       | 52° 0' 32" NB, 5° 40' 23" OL  | 523574 | Meer afbeeldingen                                                                            |
| Hoekelum: Obelisk                                                                            | Tuin, park en plantsoen   | 1859                                     |                                 | Edeseweg bij 124   | 52° 0' 47" NB, 5° 41' 15" OL  | 527126 | Meer afbeeldingen                                                                            |
| Hoekelum: Gele Brug                                                                          | Tuin, park en plantsoen   | 19e eeuw                                 |                                 | Edeseweg bij 124   | 52° 0' 55" NB, 5° 40' 35" OL  | 527127 | Meer afbeeldingen                                                                            |
| Vier grafheuvels                                                                             | Archeologisch monument    | Neolithicum en/of Bronstijd              |                                 |                    | 51° 59' 46" NB, 5° 41' 19" OL | 530825 | Meer afbeeldingen                                                                            |
| Rijksinstituut voor Rassenonderzoek                                                          | Kasteel, buitenplaats     | 1954                                     | Gijsbert Friedhoff en M. Bolten | Dr. W. Dreeslaan 1 | 51° 59' 45" NB, 5° 39' 39" OL | 530883 | Meer afbeeldingen                                                                            |
| Rijksinstituut voor Rassenonderzoek: Tuinaanleg                                              | Tuin, park en plantsoen   | 1954                                     |                                 | Dr. W. Dreeslaan 1 | 51° 59' 46" NB, 5° 39' 41" OL | 531168 | Meer afbeeldingen                                                                            |
| Rijksinstituut voor Rassenonderzoek: Zonnewijzer                                             | Tuin, park en plantsoen   |                                          |                                 | Dr. W. Dreeslaan 1 | 51° 59' 45" NB, 5° 39' 44" OL | 531169 | Meer afbeeldingen                                                                            |